# Inflation globale
L'inflation globale mesure l'ensemble de l'inflation au sein d'une économie, elle prend en compte les produits de base, notamment les prix de la nourriture et de l'énergie (pétrole et gaz...) qui ont tendance à être beaucoup plus volatile et sujet à des pics d'inflation. Elle est à distinguer de « l'inflation de base » (ou inflation sous-jacente) qui est calculée à partir d'un indice des prix dont on soustrait les composants volatils comme les biens la nourriture ou l'énergie.  L'inflation globale peut ne pas représenter correctement les tendances de l'inflation d'une économie car les pics inflationnistes au sein de secteurs particuliers sont souvent temporaires.

## Utilisations
La Banque centrale européenne et la Banque d'Angleterre ont des mandats qui formalisent leurs objectifs d'inflation en termes d'inflation globale. L'Inde se base aussi sur l'inflation globale.
Aux États-Unis, au contraire, le Federal Open Market Committee (FOMC) se concentre sur l'inflation de base, à savoir l’indice de dépense personnelle à la consommation (DPC). Cependant, le président de la Banque de Réserve fédérale de Saint-Louis, James B. Bullard a expliqué que depuis 2008 (dans le sillage de la crise financière), le FOMC a inclus des prévisions pour les deux types de l'inflation dans son Rapport de Politique Monétaire semi-annuel réalisé pour le Congrès des États-Unis. Il a souligné que « la préoccupation principale de la Réserve fédérale des États-Unis est l'inflation globale à long terme et les prix que chacun doit réellement payer ».